# Pčinja
Pčinja (cirilica: Пчиња) je reka v Srbiji in Severni Makedoniji, dolga 135 kilometrov.

## Tok
Reka nastane iz številnih manjših potokov na zahodnem pobočju gore Dukat, ki se združijo pri vasi Radovnica in pod imenom Tripušnica nadaljujejo pot proti zahodu. Dolina reke ustvarja mikroregijo s središčem v mestecu Trgovište, kjer se v Tripušnico izliva levi pritok Kozjedolska reka. Ob sotočju se Tripušnica preimenuje v Pčinjo.
Reka nadaljuje pot proti zahodu po severnem obronku Široke planine. Pri vasi Šajince dobi desni pritok Koćurico in zavije proti jugu skozi ozko dolino med gorama Rujen in Kozjak. Okoli 12,8 km doline do makedonske meje je zaradi ohranjenosti narave in velike biotske raznovrstnosti zavarovane kot krajinski park Dolina Pčinje velikosti 2606 hektarov. Po 52 kilometrih toka v Srbiji reka v bližini samostana Prohorja Pčinjskega prečka mejo in vstopi v Severno Makedonijo.
Preostalih 83 kilometrov v Severni Makedoniji Pčinja teče rahlo proti jugozahodu. Teče skozi vasi Karlovce, Dragomance, Strnovac, Vojnik, Klečevce, Pčinja, Studena Bara, Gorno Konjare, Dolno Konjare in mestece Katlanovo, kjer se nahaja Katlanovska Banja, ene najbolj poznanih makedonskih term. Tok Pčinje v Makedoniji tvori mikroregiji Sredorek in Kotorci, ki ju razmejuje 8 kilometrov dolga Badarska soteska. V spodnjem toku Pčinja teče ob zahodnem robu Gradištanske planine in se izliva v Vardar na približno polovici poti med Skopjem in Velesom.

## Galerija
- Pčinja v Trgovištu
- Pčinja in Vražji kamen
- Pčinja pod samostanom Prohorja Pčinjskega
- Bislimska soteska v Severni Makedoniji